# タコノマクラ
タコノマクラ（蛸の枕、海燕、学名：Clypeaster japonicus）は、タコノマクラ目タコノマクラ科に属するウニの一種。

## 特徴
殻径は約10cm、丸味を帯びた五角形をしており、縦にわずかに長い。周辺部の厚みは薄く、中心部がせり上がった山型。上面には殻径の半分ほどの長さの歩帯の花びら模様があり、先端が開いている。

## 分布と生息環境
日本では本州中部以南、九州南部まで分布し、浅い礫質の海底に生息する。産卵期は7～8月。

## 利用
肉が少なく食用には適さない。

## 名称について

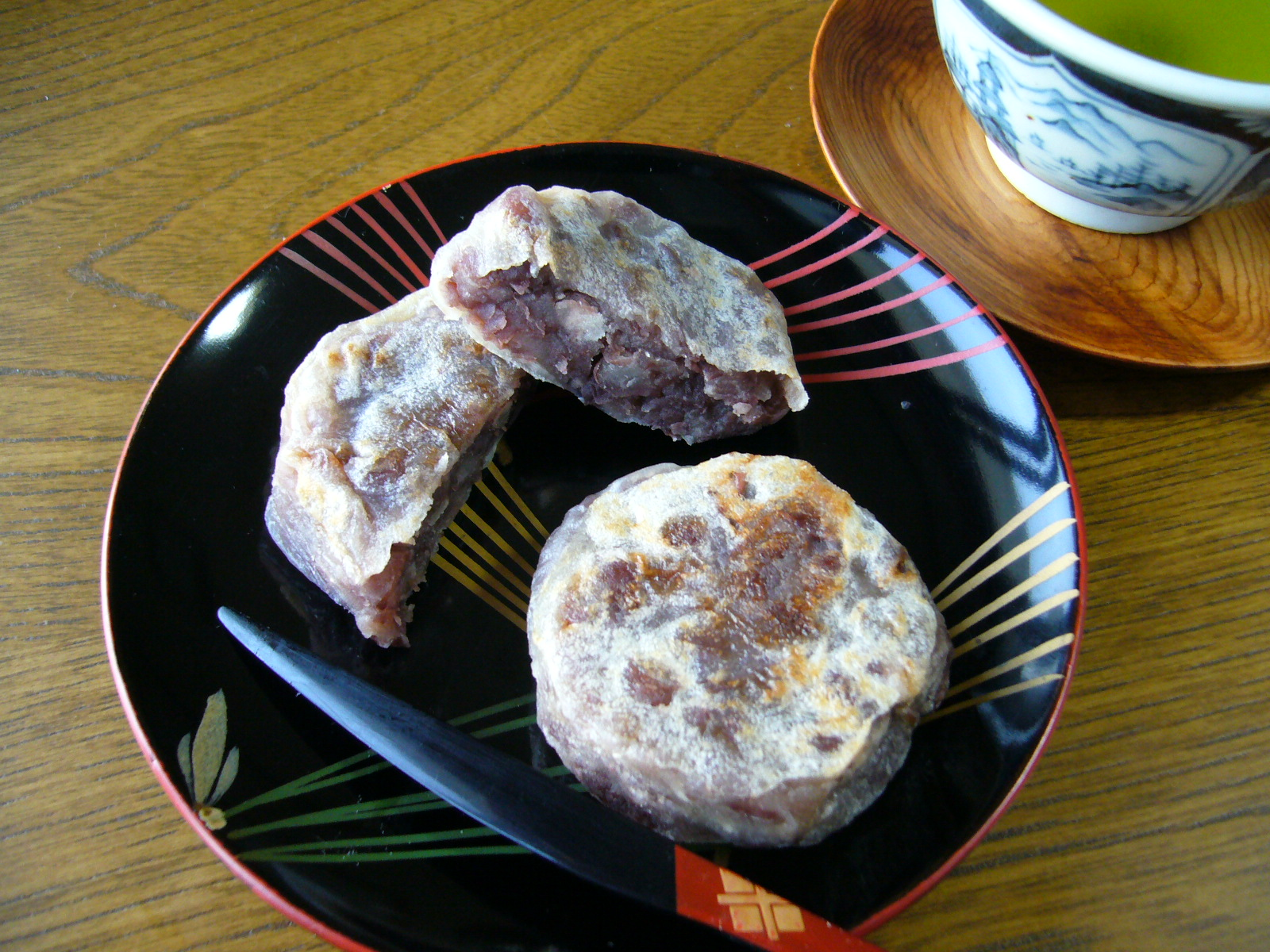
旧名の由来となった「きんつば」

旧来タコノマクラは、ヒトデやクモヒトデ・カシパンなどを指す名称として使われている一方、本種を指す名称としては使われている事例は確認されていない。
江戸時代頃はその菓子のような形状から「饅頭介」「きんつば」などと呼ばれた。
本種をタコノマクラと称す初出は1883年に出版された『普通動物学』（丹波敬三・柴田承桂著）である。その後、1890年に出版された『[中等教育]動物学教科書』（飯島魁著）にも掲載された。この本は動物学の第一人者による著書として広く読まれたため、「タコノマクラ」という名称も定着したのではと、磯野直秀は推測している。
なお「タコノマクラ」には「海燕」という漢名もあるが、こちらもヒトデ類などとの混同が見られる。本草綱目に「海燕」という綱目があるが、こちらの記述が曖昧で、日本に生息する種との比定に混乱が発生した事が混同の原因と見られている。

## タコノマクラ目について
ウニ綱としては新生代以降に出現した新しいグループに属し、以前はカシパン目（Scutellina）も含められていたが、DNA解析により異なる系統であることが解明されつつある。日本近海でタコノマクラ科に属するものにはタコノマクラの他に、ユメマクラ（C. oshimensis Ikeda, 1935）、ヤマタカタコノマクラ（C.  virescens Döderlein, 1885）、ヒメタコノマクラ（C. reticulatus Linnaeus, 1758）などがいる。